# Thai Smile
Thai Smile (тайск. การบินไทยสมายล์) — тайская региональная авиакомпания. Она начала свою деятельность в 2012 году и полностью принадлежит компании Thai Airways.

## История
20 мая 2011 Thai Airways объявила о своих планах создать новую авиакомпанию-лоукостер. Создание авиакомпании было объявлено Ампоном Киттиампоном, председателем тайского совета директоров 19 августа 2011. По плану авиакомпания начала деятельность в июле 2012. Согласно Ампону, Thai Smile обслуживает клиентов на уровне между лоукостерами и полноценными авиакомпаниями.  Название компании было выбрано из 2,229 вариантов в конкурсе.

## Флот

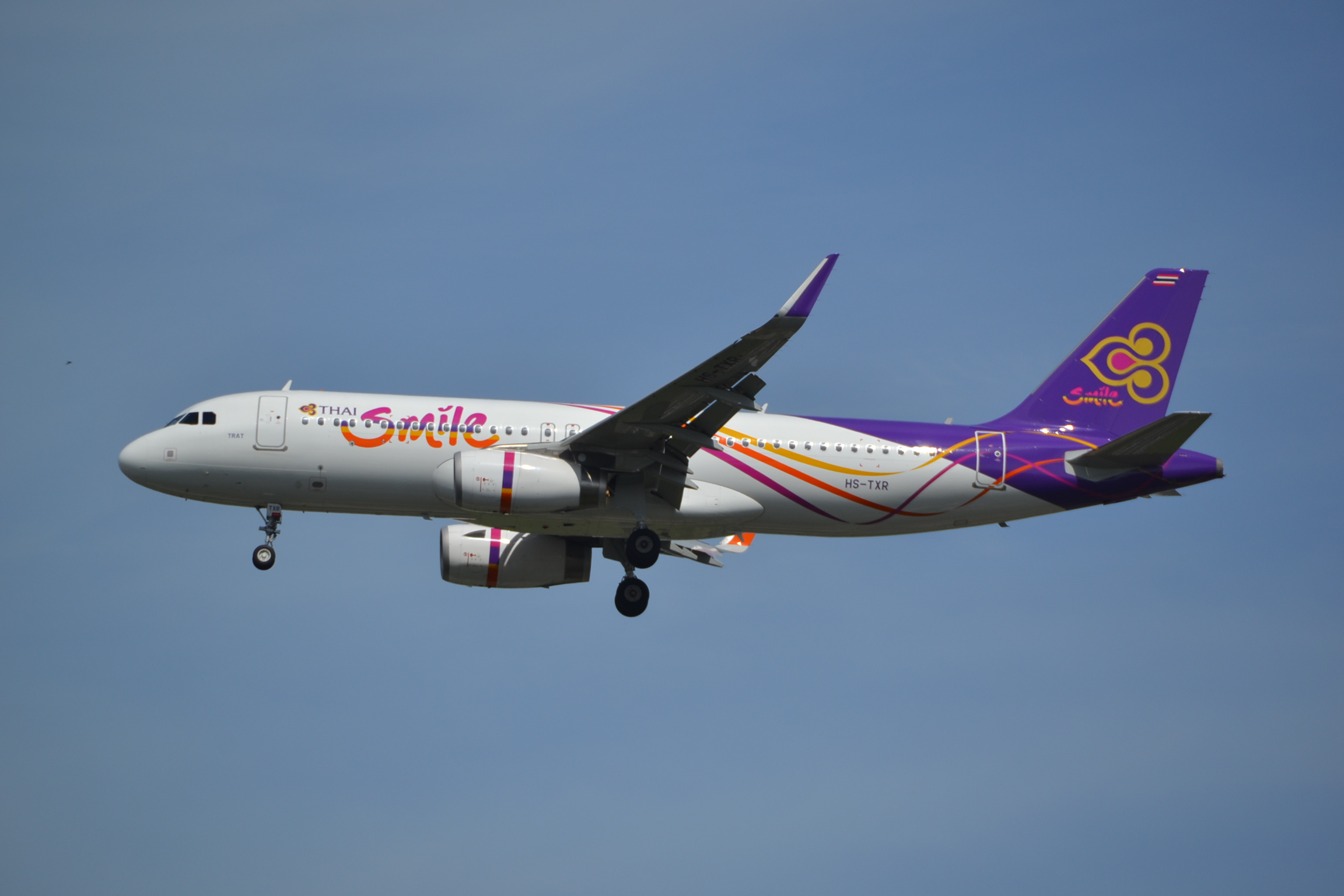
Thai Smile Airbus A320-200

На 31 августа 2017 года флот THAI Smile состоит из следующих самолетов:
| Самолет           | В наличии | Заказано | Посадочных мест | Посадочных мест | Посадочных мест | Примечания |
| Самолет           | В наличии | Заказано | Y+              | Y               | Total           | Примечания |
| ----------------- | --------- | -------- | --------------- | --------------- | --------------- | ---------- |
| Airbus A320-200   | 6         | —        | 12              | 156             | 168             |            |
| Airbus A320-200   | 6         | —        | —               | 174             | 174             |            |
| Airbus A320-200SL | 14        | —        | 12              | 150             | 162             |            |
| Airbus A320-200SL | 14        | —        | —               | 168             | 168             |            |
| Total             | 20        | —        |                 |                 |                 |            |